# Saint-Martial-sur-Né
Saint-Martial-sur-Né (bis 1937: Saint-Martial-de-Coculet) ist eine französische Gemeinde mit 428 Einwohnern (Stand 1. Januar 2022) im Département Charente-Maritime in der Region Nouvelle-Aquitaine (vor 2016 Poitou-Charentes); sie gehört zum Arrondissement Jonzac und zum Kanton Jonzac. Die Einwohner werden Saint-Martialais genannt.

## Geographie
Saint-Martial-sur-Né liegt am Fluss Né, etwa 90 Kilometer nordnordöstlich von Bordeaux. Nachbargemeinden von Saint-Martial-sur-Né sind Celles im Norden, Salles-d’Angles im Nordosten, Germignac im Osten und Südosten, Jarnac-Champagne im Süden und Südwesten sowie Lonzac im Westen.

## Bevölkerungsentwicklung
| Jahr                       | 1962 | 1968 | 1975 | 1982 | 1990 | 1999 | 2006 | 2019 |
| Einwohner                  | 375  | 414  | 402  | 367  | 328  | 354  | 349  | 437  |
| Quellen: Cassini und INSEE |      |      |      |      |      |      |      |      |

## Sehenswürdigkeiten

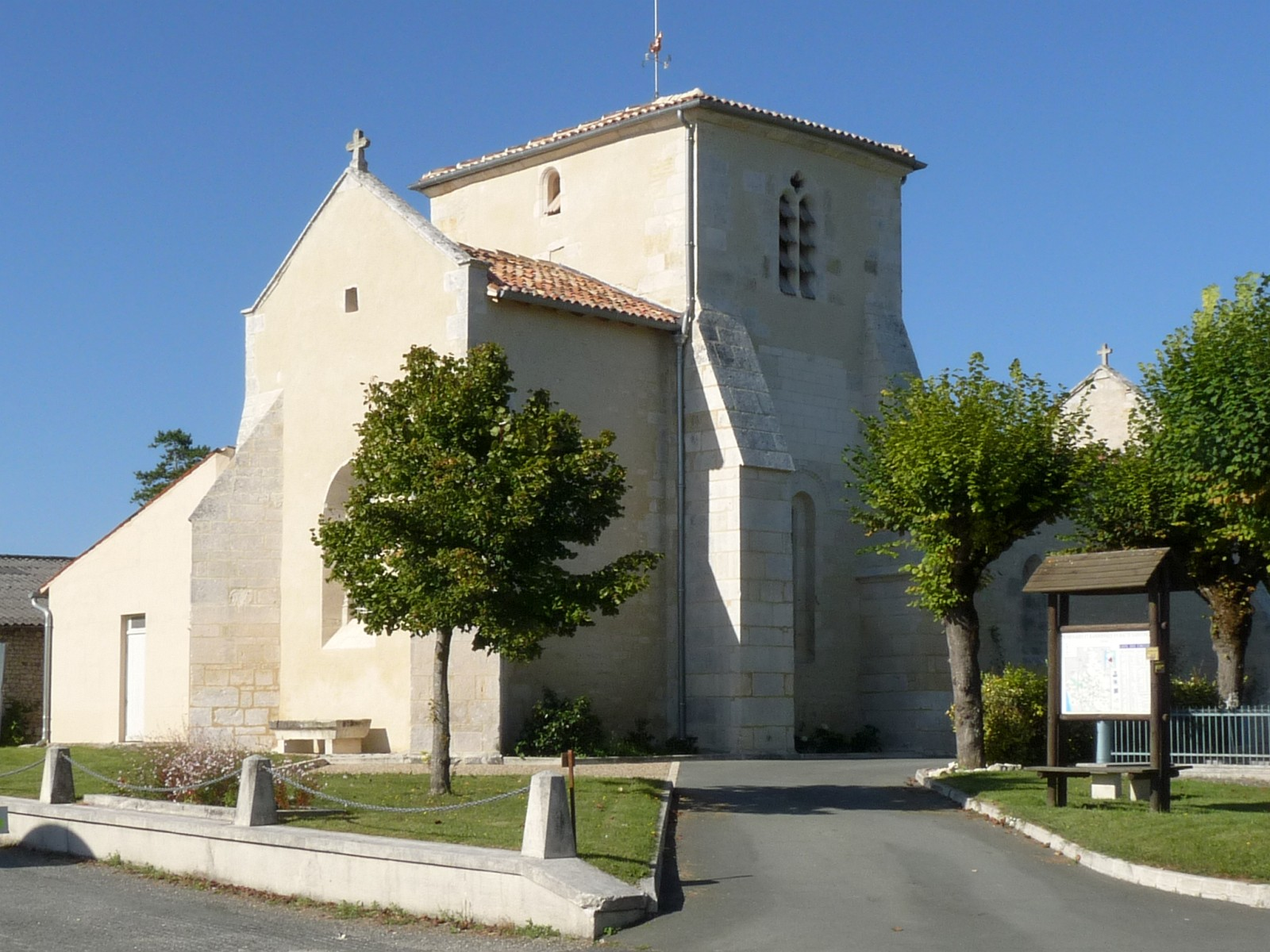
Kirche Saint-Martial

- Kirche Saint-Martial